# Castillo de Neuenstein
El castillo de Neuenstein es un castillo renacentista situado en la población de Neuenstein, en Baden-Wurtemberg, Alemania. Fue construido como residencia principal de la familia Hohenlohe-Neuenstein, rama protestante de la familia Hohenlohe. En la actualidad es un museo y la sede de los archivos de la familia Hohenlohe, gestionado conjuntamente con el Estado Federado alemán de Baden-Wurtemberg.
Durante el verano regularmente es sede de un ciclo de conciertos (Hohenholer Kultursommer) en la sala de caballeros, que mide 41 m de largo y 10 m de ancho.

## Historia

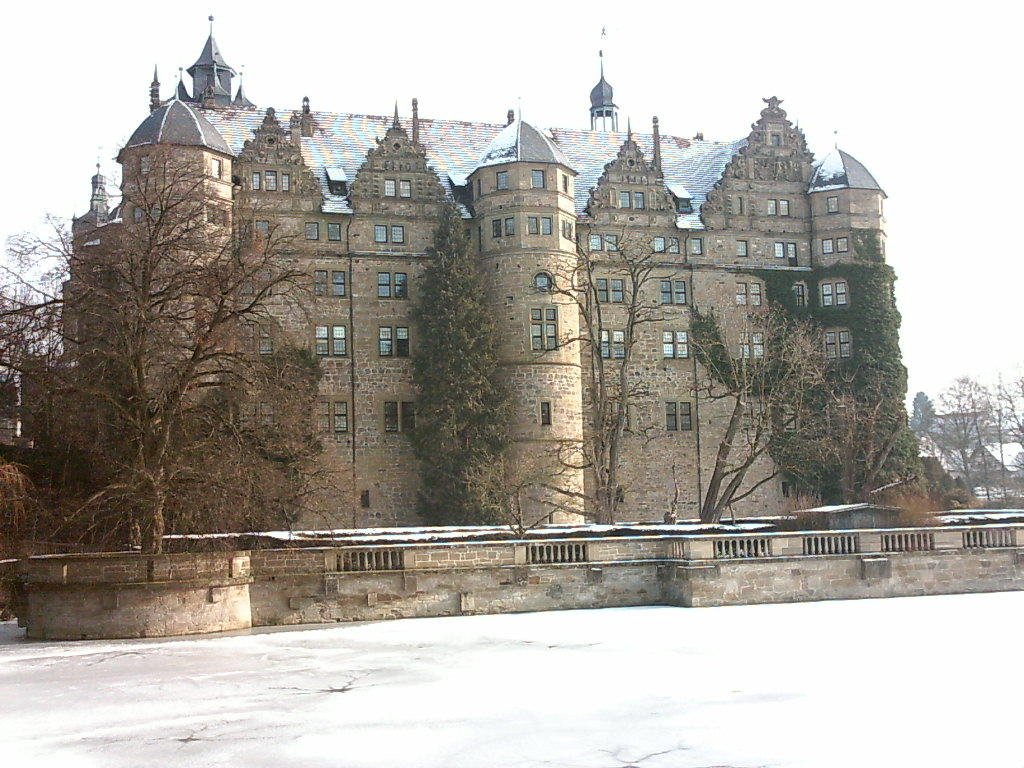
El castillo en invierno.

El castillo actual fue construido en el emplazamiento de un antiguo fuerte, con foso, de los Hohenstaufen anterior al siglo XIII que dominaba la ruta del Rin desde Wimpfen hasta el Danubio. El castillo era parte en 1230 de los dominios de los señores de Stein, cuyos descendientes se llamaron posteriormente los Neuenstein. Entra en posesión de los señores de Hohenlohe a principios del siglo XIV, haciendo de él su residencia.
El castillo fue ampliado en el siglo XV, pero sobre todo en el siglo XVI el conde Luis Casimiro de Hohenlohe-Neuenstein lo remodela en un castillo renacentista. Es un castillo alto y poderoso, de cuatro cuerpos de edificios cerrado, con el antiguo torreón en la esquina noroeste. Dos otras esquinas disponen de torres circulares con techado. Un puente, decorado con blasones del conde Luis Casimiro y su esposa, nacida Ana de Solms-Laubach, conduce a la entrada de honor. Los trabajos continuaron hasta principios del siglo XVII. 
Después de la muerte del Conde Wolfgang de Hohenlohe-Neuenstein en 1698, la familia elige residir en Öhringen. El castillo vacío sufre un mantenimiento deficiente. La familia Hohenlohe, sin embargo, instala un hospicio para ancianos, un orfanato e incluso talleres, especialmente bajo el impulso del príncipe Luis Federico de Hohenlohe-Öhringen.
A partir de 1870 se emprenden trabajos de restauración. Empezando por la Sala del Emperador, poco a poco fue trasladada la colección de antigüedades del castillo de Kirchberg para hacer la base de un museo familiar. Este constituyó el primer museo privado de Alemania e inicialmente en 1878 abrió para aficionados, historiadores y coleccionistas, y con el tiempo para el público general.
A principios del siglo XX el príncipe Cristián Kraft de Hohenlohe manda al arquitecto Bodo Ebhardt la restauración del castillo. Los trabajos se prolongan desde 1906 hasta 1925.

## Museo de Neuenstein

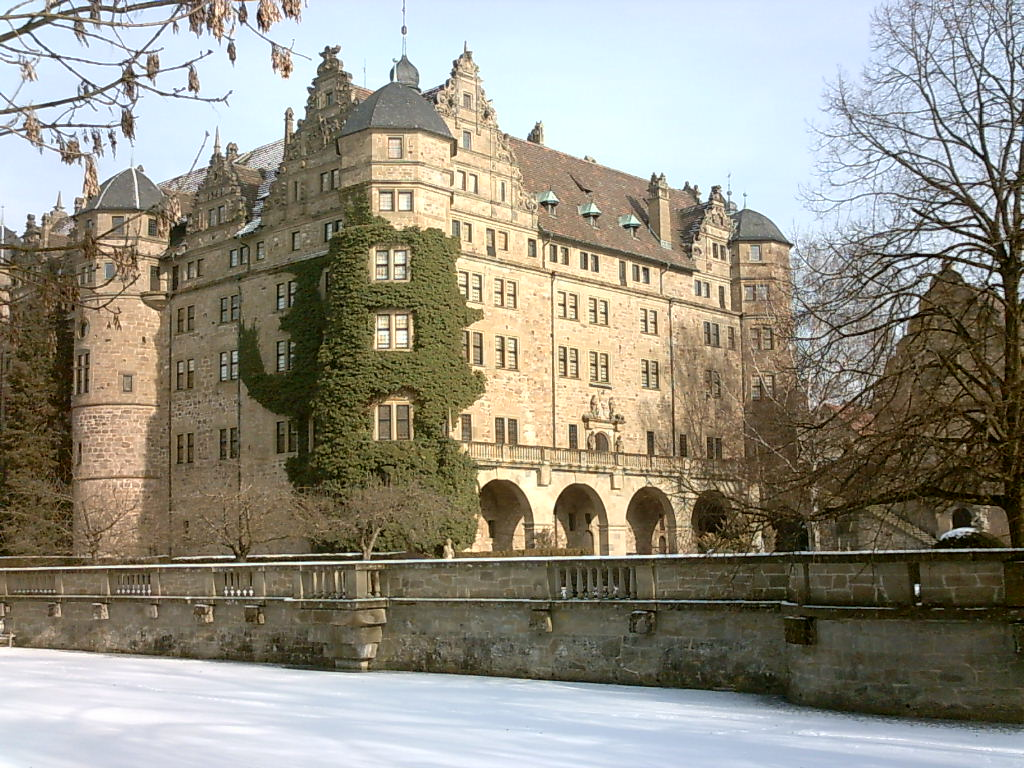
Vista del castillo.

El museo del castillo comprende entre otros la Sala del Emperador, la Sala Real Abobedada, así como las cocinas de la Edad Media tardía, equipadas enteramente como en la época.
Puede admirarse una colección de objetos de arte de gran interés histórico, trofeos e instrumentos de caza, así como un gabinete de curiosidades, típicas de los siglos XVII y XVIII, obras de arte del Renacimiento, y recuerdos como el sombrero del rey Gustavo II Adolfo de Suecia, un zapato de la emperatriz Catalina la Grande entre otros.
El castillo es abierto desde el 16 de marzo hasta el 15 de noviembre.